# 疯马
疯马（拉科塔語：Tȟašúŋke Witkó；約1845年—1877年9月5日），北美洲原住民印第安人民族苏族的酋長和军事家。他以勇猛善战著称，是北美印第安战争的靈魂人物之一。
1877年9月5日，即向喬治·克魯克將軍指揮的美國軍隊投降4個月後，瘋馬據稱在魯濱遜營（位於今內布拉斯加州）反抗監禁時，被持刺刀的軍事警衛打死。1982年，美國郵政局授予他一枚13¢美分的偉大美國人系列郵票。
瘋馬曾與奧格拉拉部落酋长「紅雲」、薩滿巫師「坐牛」一同在美西地区抵抗白人的入侵。其參與過最有名的战役是为了保护圣地而战的小大角战役。他們率領數千名印第安人，以優勢兵力，在黑山山谷中歼灭了知名的美國第7騎兵團兩百餘騎兵，擊殺了該騎兵團指揮官卡士達，並伐取了其首級。
美国政府得知消息，停止向苏族提供食物，同时赶走草原上的野牛，使他們無法獵食。为了保全部落，在1877年的五月初，疯马等酋長在罗宾逊军区投降，在1877年因为被指有越獄嫌疑，遭美軍處決。

## 早期生活
关于疯马出生年份的消息来源各不相同，但大多数人认为他出生在 1840 年至 1845 年间。根据 Šúŋka Bloká（He Dog）的说法，他和疯马“都出生在同一年的同一季节 ”，人口普查记录和其他采访记录于 1842 年。 Ptehé Wóptuş'a（鼓励熊）是一位奥格拉拉巫师，也是疯马的精神顾问，他报告说，疯马诞生于“他所属的奥格拉拉乐队偷走一百匹马的那一年，并在年秋季”，指每年的拉科塔日历或冬季计数。在奥格拉拉冬季统计中，云盾记录了 100 匹马被盗的情况，也可能是美国马和红马所有者记录的，相当于 1840-1841 年。根据夏安河保留地亲戚的口述历史，他出生于 1840 年春天。在儿子去世的那天晚上，老疯马告诉 H.R. 莱姆利中尉，他的出生年份是 1840 年。
直系亲属
瘋馬的父母來自蘇族拉科塔部的兩個不同族群，他的父親是奧格拉拉人，母親是米尼康朱人。他的父親出生於 1810 年，也被稱為 Tşašúŋke Witkó（瘋馬）。瘋馬出生時被命名為 Čháŋ Óhaŋ（樹間），意思是他與自然合而為一。他的母親Tşašína şlaşlá Wiŋ（“嘎嘎作響的毯子女人”，生於1814 年）給他起了個綽號Pşehíŋ Yuşáşa（捲毛兒子/捲髮）或Žiží（淺色頭髮），因為他的淺色捲髮與自己的頭髮很像。瘋馬四歲時她就過世了。
一種說法稱，當兒子成熟並表現出力量後，他的父親給了他名字，並取了一個新名字：Waglúla（蠕蟲）。關於年輕的瘋馬如何獲得這個名字的另一個版本是，他在經歷了 haŋbléčheya 儀式後取了這個名字。瘋馬的表弟（孤角赫瓦茲卡的兒子）是 Maşpíya Ičáştagya（觸碰雲端）。他至少救過瘋馬一次，並在瘋馬去世時陪伴在他身邊。
嘎嘎作響的毯子女人或 Tşašína şlaşlá Wiŋ（1814-1844）是黑水牛和白牛（也稱為鐵杖）的女兒。她的哥哥姊姊是 Lone Horn（生於 1790 年，卒於 1877 年）和 Good Looking Woman（生於 1810 年）。她的妹妹名叫「Looks At It」（生於 1815 年），後來改名為「他們害怕她」。歷史學家喬治海德(George Hyde) 寫道，「嘎嘎作響的毯子女人」是米尼康朱(Miniconjou)，也是斑尾(Spotted Tail) 的妹妹，斑尾(Spotted Tail) 後來成為布魯勒(Brulé ) 的首領。她可能是孤角家族的成員之一，孤角是迷你聯盟的領導人之一。據說她很漂亮，而且跑得很快。
1844 年，瓦格魯拉在外出狩獵水牛時幫助保衛了一個受到克羅人攻擊的拉科塔村莊。為了表達謝意，他把他的兩個大女兒嫁給了瓦格魯拉：鐵角之間（18 歲）和殺敵（17 歲）。科恩最小的女兒紅萊金斯 (Red Leggins) 當時 15 歲，她要求和她的姐妹們一起去。全部成為瓦格魯拉的妻子。當瓦格魯拉帶著新婚妻子回來時，一直未能成功懷上另一個孩子的嘎嘎毯女以為自己失去了丈夫的青睞，上吊自殺了。瓦格魯拉哀悼了四年。嘎嘎毯子女人的妹妹漂亮女人來提出自己作為替代妻子，並留下來撫養瘋馬。這個傳說的其他版本認為，她因認識的人的死亡而悲痛欲絕； 她的丈夫指責她與姐夫私奔； 或她與一個女人有染。
根據弗雷德里克霍克西的北美印第安人百科全書，瘋馬是他的男性世系中第三個以瘋馬為名的人。他一生的摯愛是 Tşatşáŋkasápawiŋ（黑水牛女人），他向她求愛，但她嫁給了另一個名叫 Mní Níča（無水）的男人。有一次，瘋馬說服黑水牛女跟他一起逃跑。無水借了一把手槍追趕他的妻子。當他發現她和瘋馬在一起時，他向他開槍，打傷了他的臉，並留下了明顯的傷疤。瘋馬結過兩次婚，第一次是Tşašinásápawiŋ（黑披肩），第二次是Nellie Larrabee（拉拉維）。內莉·拉拉比 (Nellie Larrabee) 受命為軍方監視“瘋馬”，因此這段婚姻存疑。只有黑披肩給他生了孩子，女兒名叫 Kşokípşapiwiŋ（他們害怕她），三歲時就去世了。
願景
瘋馬和他同父異母的弟弟小鷹住在現今懷俄明州的一個拉科塔營地。小鷹是他的繼祖父長臉和表哥高馬的姪子。 1854 年，約翰·勞倫斯·格拉坦 (John Lawrence Grattan) 中尉和其他 29 名美國士兵進入該營地，意圖逮捕一名偷竊牛的米尼科朱人。那頭牛溜進了營地，過了一會兒，有人把它宰了，然後把肉分給人們。當士兵們射殺了征服熊酋長時，拉科塔人還擊，殺死了所有 30 名士兵和一名平民翻譯，這就是後來所謂的格拉頓大屠殺。
在目睹了征服熊在格拉頓大屠殺中的死亡後，瘋馬開始出現恍惚幻象。 Curly 進行了願景探索以尋求指導，但沒有先執行傳統程序。在他的視野中，一名戰士騎著馬從湖中馳出，馬兒似乎在視野中漂浮跳舞。他穿著簡單的衣服，臉上沒有畫任何顏料，頭髮披散著，只插著一根羽毛，耳後掛著一塊棕色的小石頭。當他向前衝鋒時，子彈和箭在他周圍飛舞，但他和他的馬都沒有被擊中。一場雷暴襲擊了這位戰士，他的人民抓住了他的雙臂，試圖阻止他。戰士掙脫了束縛，隨後一道雷電擊中了他，在他的臉頰上留下了一道閃電符號，而他的身上也出現了冰雹般的白色痕跡。戰士告訴捲毛，只要他穿著得體，部落成員不碰他，不拿走任何頭皮或戰利品，那麼他就不會在戰鬥中受到傷害。當幻象結束時，他聽到遠處有一隻紅尾鷹在尖叫。柯利的父親後來解釋了這個幻象，並說戰士將是他。他臉頰上的閃電和身上的冰雹，都將成為他的戰漆。捲毛要遵循戰士的角色，穿著得體，並按照戰士的預言去做，這樣他就可以在戰鬥中不受傷害。在大多數情況下，幻像都是真實的，瘋馬在戰鬥中很少受傷，除了在砍下敵人的兩片頭皮後被箭射中的時候。當小大人試圖阻止瘋馬以防止打架爆發時，他被“無水”開槍射中臉部，而當他試圖阻止瘋馬時，他被他的一名部落成員（據一些報道稱是小大人本人）攔住了。
他的父親瓦格魯拉（Waglula）帶他去了今天的南達科他州西爾萬湖（Sylvan Lake），他們倆坐在那裡進行了一次 hemblecha 或視覺探索。一隻紅尾鷹帶領他們到了山上各自的地點。由於布萊克山的樹木很高，他們並不總是能看到自己要去的地方。瘋馬坐落在湖北面和東面一座山頂的兩個駝峰之間。瓦格魯拉位於黑麋峰以南、兒子以北。
瘋馬的幻象首先將他帶到了南方，在拉科塔人的靈性中，人走向死亡。他被帶回來，並被帶到西方瓦基亞人（雷霆生物）的方向。他得到了一包藥，以保護他的一生。他的動物保護者之一是白色貓頭鷹，根據拉科塔靈性，它可以延長壽命。人們還向他展示了他的戰鬥用“面部彩繪”，其中包括在他的左臉下方的黃色閃電和白色粉末。他會把它弄濕，並在他脆弱的地方做記號；乾燥後，痕跡看起來像冰雹。他的臉部彩繪和他父親的很相似，他的父親用紅色閃電擊中了他的右臉，並在他的額頭上劃下了三塊紅色冰雹。瘋馬額頭上沒有化妝，也沒有戴戰帽。最後，他收到了一首至今仍為奧格拉拉人民所傳唱的神聖歌曲，並被告知他將成為人民的保護者。
與《瘋馬》同時代的黑麋鹿在與約翰·G·內哈特(John G. Neihardt) 的談話中講述了《黑麋鹿的講話：成為奧格拉拉蘇族聖人的一生故事》中的願景：
當我還是個男人的時候，我父親告訴我一些關於這個願景的事情。當然，他並不知道這一切。但他說瘋馬做了夢，進入了一個除了萬物之靈之外什麼都沒有的世界。這就是這個世界背後的真實世界，而我們在這裡看到的一切都像是那個世界的影子。他在那個世界裡騎著馬，馬和他自己，還有樹、草、石頭，一切都是由靈構成的，沒有什麼是堅硬的，一切似乎都在漂浮。他的馬一動不動地站在那裡，卻像一匹由影子組成的馬一樣跳舞，這就是他的名字的由來，這並不是說他的馬瘋狂或狂野，而是在他的視野中，它在跳舞。正是這種幻象賦予了他巨大的力量，因為當他投入戰鬥時，只要想到那個世界，就可以再次置身其中，這樣他就可以經歷任何事情而不會受到傷害。直到他在白河的士兵鎮被殺之前，他只受過兩次傷，一次是意外，兩次是在他沒有料到會遇到麻煩、沒有思考時被自己的同胞所傷；從來沒有被敵人。
瘋馬從一位名叫霍恩·奇普斯(Horn Chips) 的巫師那裡得到了一塊黑色石頭來保護他的馬，這是一塊黑白花斑馬，他將其命名為“Inyan”（岩石或石頭）。他把石頭放在馬的耳朵後面，這樣他的視覺探索中的藥物和角芯片就會結合起來——他和他的馬將成為戰鬥中的一員。然而，更被接受的說法是霍恩·奇普斯給了瘋馬一塊神聖的石頭，以保護他免受子彈傷害。隨後，瘋馬再也沒有被子彈打傷。此外，《Horn Chips》並不是這位藥師的正確名字，儘管自1982 年首次出版以來，它已成為一個重複的錯誤。這個名字。霍恩·奇普斯是他的兒子之一，也被稱為查爾斯·奇普斯。
性格
瘋馬的性格特徵是冷漠、害羞、謙虛和孤獨。他對窮人、老人和兒童都很慷慨。在《黑麋鹿的演講》中，內哈特轉述：
......他是個奇怪的人，會在村子裡走來走去，不在意別人，也不說任何話。在他自己的圓錐形帳篷裡，他會開玩笑，當他和一小群人一起上戰場時，他也會開玩笑，讓他的戰士們感覺良好。但在村子周圍，除了小孩子，他幾乎沒有註意到任何人。所有拉科塔人都喜歡跳舞和唱歌，但他從未參加過舞蹈，他們說沒有人聽過他唱歌。但每個人都喜歡他，他們會做他想做的任何事，或去他說的任何地方。